# Windows NT 3.5
Windows NT 3.5 - друга операційна система лінійки Microsoft Windows NT. Вона була випущена 21 вересня 1994 року.
Однією з головних цілей розробки Windows NT 3.5 було збільшення швидкості роботи операційної системи; в результаті проєкту було присвоєно кодову назву "Daytona", що є відсиланням до перегонової траси Daytona International Speedway у Дейтона-Біч, Флорида.
Слідом за Windows NT 3.5 були випущені версії Windows NT 3.51 у 1995 році й Windows NT 4.0 у 1996.

## Загальна характеристика
У цій версії Windows NT вперше стали використовуватися назви редакцій системи «Windows NT Workstation» і «Windows NT Server» (у версії 3.1 редакції називалися «Windows NT і Windows NT Advanced Server»). Версія Workstation допускала підключення до сервера файл тільки 10 клієнтів і не підтримувала клієнтів Apple Macintosh. Версія Server включала всі можливі мережеві функції й опції.
Windows NT 3.5 включала інтегровану підтримку WinSock і TCP/IP. Перша версія Windows NT 3.1 включала лише неповну реалізацію TCP/IP; NT 3.5 стеки: TCP/IP та IPX/SPX були переписані. Була додана підтримка прошарку сумісності для TCP/IP NetBIOS over TCP/IP (NetBT), а також додані клієнти та сервери DHCP і WINS.
Windows NT 3.5 могла надавати загальний доступ до файлів через FTP, а до принтерів через LPR. Були доступні сервери Gopher, WWW і WAIS. Комплект Windows NT 3.5 Resource Kit включав першу реалізацію Microsoft DNS. Windows NT 3.5 підтримувала віддалений доступ до системи (Remote Access Service) з використанням модему, підключеного до телефонної лінії. Підтримувалися протоколи SLIP і PPP.
Іншими новими можливостями Windows NT 3.5 є підтримка VFAT (здатність використовувати імена файлів довжиною до 255 символів), а також підтримка IOCP. Додано новий екран запуску системи. Інтерфейс був оновлений відповідно до Windows 3.1x, Windows for Workgroups 3.xx. Версія компонента Object Linking and Embedding (OLE) була оновлена з 1.0 до 2.0, що призвело до підвищення продуктивності й зменшення обсягу використовуваної пам'яті.
Windows NT 3.5 не підтримувала портативні комп'ютери, оскільки для неї не було драйверів карт PCMCIA.
У липні 1995 року Windows NT 3.5 із пакетом оновлень Service Pack 3 був привласнений рейтинг TCSEC C2.
Windows NT 3.5 не може бути встановлена на процесорах новіше, ніж вихідна версія Pentium (ядро P5). Ця помилка була виправлена в Windows NT 3.51. Установка могла бути здійснена після модифікації файлів на компакт-диску з дистрибутивом.

## Редакції
- Windows NT 3.5 Workstation
- Windows NT Server 3.5